# Rokytne (oblast de Kiev)
Rakitnoïe
Pour les articles homonymes, voir Rokytne.
Rokytne (ukrainien : Рокитне) ou Rakitnoïe (russe : Ракитное) est une commune urbaine de l'oblast de Kiev, en Ukraine. Elle comptait 10 605 habitants en 2021.

## Géographie
Le bourg se trouve sur les deux rives de la rivière Rakita à sa confluence avec la rivière Ross. Il est entouré de forêts à l'ouest et au sud.

## Histoire
L'endroit est rattaché à la culture de Tcherniakhov à la Préhistoire. Il est fait mention d'un village à la fin du XVe siècle et au début du XVIe siècle. Il est totalement ruiné lors d'une invasion tatare en janvier 1527. Les cosaques s'y installent en relevant les ruines dans la seconde moitié du XVIe siècle.
La rive droite du Dniepr entre à la fin du XVIIIe siècle dans l'Empire russe. Raketnoïe fait alors partie de l'ouyezd de Vassilkov dans le gouvernement de Kiev. Le bourg est vendu au comte Branicki. Une brigade d'artillerie légère s'installe à Raketnoïe après la guerre de la Sixième Coalition, où de futurs décembristes seront formés. 
Raketnoïe est occupé en 1941-1943 par la Wehrmacht. En 1959, sa population s'élevait à 4 814 habitants et en 1989 à 14 552 habitants.
Au 1er janvier 2013, sa population s'élevait à 11 359 habitants.
L'usine de sucre locale fait faillite en décembre 2016.